# Opel 35/60 PS
L'Opel 35/60 PS est une voiture de la catégorie luxueuse construite par Adam Opel KG seulement en 1909 pour succéder au modèle 33/60 PS.

## Historique et technologie
Comme sa prédécesseur, la 35/60 PS était le modèle le plus puissant de la gamme Opel à l'époque; le prochain modèle contemporain le plus puissant était la 30/50 PS. En fait, la seule différence par rapport au modèle précédent est la course du piston du moteur qui a été augmentée de 5 mm et le châssis à empattement long a été supprimé.
Le moteur était un moteur quatre cylindres d'une cylindrée de 8 928 cm³ (alésage × course = 140 mm × 145 mm), qui produisait 60 ch (44 kW) à 1 600 tr/min. Le moteur à commande latérale avec une culasse en T était refroidi par eau; Une pompe centrifuge assurait la circulation du liquide de refroidissement. La puissance du moteur était transmise à l'essieu arrière via un embrayage à cône en métal, une boîte de vitesses manuelle à quatre vitesses et un arbre à cardan.
Le cadre, constitué de profilés en U en tôle en acier, n'était disponible qu'avec un empattement de 3 240 mm. Les deux essieux rigides étaient suspendus à des ressorts à lames semi-elliptiques. Le frein de service agissait sur l'arbre de sortie de la transmission. Le frein à main a été conçu comme un frein à tambours agissant sur les roues arrière.
Il y avait trois styles de carrosserie, une voiture de tourisme à quatre places, une limousine Pullman quatre portes et un landaulet. La variante la moins chère (la voiture de tourisme), coûtait 17 500 Reichsmark, les autres versions pouvaient coûter jusqu'à 20 500 Reichsmark. C'était cinq fois plus cher que ce qu'il fallait payer pour une Opel «Voiture du Docteur».
Fin 1909, la construction de la 35/60 PS est arrêtée. Son successeur a été le modèle 34/65 PS.